# 牌楼镇 (中方县)
牌楼镇，是中华人民共和国湖南省怀化市中方县下辖的一个乡镇级行政单位。

## 行政区划
牌楼镇下辖以下地区：
牌楼社区、冯家湾村、陈家湾村、阳合垅村、罗渔村、站坪村、水牛田村、芭蕉村、板山场村、塘家田村和白良村。